# Брук Дејвис
Брук Пенелопи Дејвис је измишљени лик из америчке телевизијске серије „Три Хил“.
У средњој школи Брук је била вођа чирлидерсица, али је такође била и девојка која је најмање марила за школске обавезе. Убрзо се код ње пробудила страст за дизајнирањем одеће, па је креирала сопствену модну линију „Одећа пре мушкараца“. Убрзо је та линија израсла у богату међународу компанију, чији је директор била њена мајка Викторија Дејвис. У шестој сезони серије Брук отпушта Викторију са места директора, али је такође одбацује од себе и из свог живота.